# Classe Malina
Classe Malina est le nom d'un type de bateau ravitailleur de sous-marins, de réparation et de maintenance de la Flotte maritime militaire de Russie.

## Description
La classe devait compter 4 unités.
- PTB 5: (ex PM 63), entrée en service en 1984, Flotte du Nord.
- PTB 6: (ex PM 74), entrée en service 1985, utilisée comme navire de ravitaillement et le transport de déchets nucléaires de la Flotte du Pacifique.
- PTB 7: (ex PM 12), entrée en service en 1991 avec la Flotte du Nord.

Vendu à la Grèce comme navie de croisière:
- PM 16: